# دیک ابدون
دیک ابدون (انگلیسی: Dick Ebdon; ۳ مهٔ ۱۹۱۳ – ۲۷ آوریل ۱۹۸۷) بازیکن فوتبال اهل بریتانیا بود.
از باشگاه‌هایی که در آن بازی کرده‌است می‌توان به باشگاه فوتبال اکستر سیتی و باشگاه فوتبال تورکی یونایتد اشاره کرد.